# Mala Kamenica
Mala Kamenica (cyr. Мала Каменица) – wieś w Serbii, w okręgu borskim, w gminie Negotin. W 2011 roku liczyła 317 mieszkańców.